# Hiromasa Fujimori
Hiromasa Fujimori (藤森 太将?, Fujimori Hiromasa; Yokohama, 7 agosto 1991) è un nuotatore giapponese, specializzato nel misto.

## Palmarès
- Mondiali in vasca corta

Hangzhou 2018: bronzo nei 100m misti e nei 200m misti.
- Giochi asiatici

Incheon 2014: argento nei 200m misti.
- Universiadi

Kazan 2013: argento nei 200m misti.